# フレックスジャパン
フレックスジャパン株式会社は長野県千曲市に本社を置く、ワイシャツ・ジャケット等を製造・販売するアパレルメーカーである。

## 概要
江戸時代より加納屋商店として繊維商を営み、後にワイシャツ専門メーカーとして製造・及び販売を開始。カブトムシのロゴマークと高原シャツブランドの名前で長い間親しまれてきたが、1985年（昭和60年）にフレックス株式会社、1993年（平成5年）にフレックスジャパン株式会社と数回にわたり社名を変更。現在に至る。
ビジネス向けのドレスシャツがメインの商品になるが、近年では手掛ける製品は幅広く、レディスシャツ・ジャケット・ベストなどのアイテムも製造・販売している。

## 沿革
- 前歴 — 江戸時代より加納屋商店として繊維商を営む。
- 1940年 — 北信布帛雑品工業有限会社を設立。
- 1952年 — ワイシャツ専門メーカーとして製造および販売を開始。
- 1985年 — 社名をフレックス株式会社とする。
- 1993年 — 社名をフレックス株式会社からフレックスジャパン株式会社に変更。